# Zoltán Cziffra
Zoltán Cziffra (* 10. November 1942 in Keszthely) ist ein ehemaliger ungarischer Leichtathlet. Er gewann im Dreisprung eine Silbermedaille bei Europameisterschaften.

## Sportliche Laufbahn
Der 1,86 Meter große Zoltán Cziffra startete für Honvéd Budapest. 1969, 1974 und 1975 gewann er den ungarischen Meistertitel. Ungarische Hallenmeisterschaften wurden 1974 erstmals ausgetragen. 1975 und 1977 siegte Cziffra im Dreisprung. Seine persönliche Bestleistung von 16,68 Meter sprang er am 29. August 1969 in Budapest.
Im Sommer 1966 bei den Europameisterschaften in Budapest erreichte Cziffra mit 15,73 Meter den 14. Platz, während sein Landsmann Henrik Kalocsai mit ungarischem Landesrekord von 16,59 Meter die Bronzemedaille gewann. 1968 traten bei den Olympischen Spielen in Mexiko-Stadt Kalocsai, Cziffra und Dragán Ivanov für Ungarn im Dreisprung an. Cziffra und Ivanov schieden in der Qualifikation aus, Kalocsai wurde Zehnter.
1969 fanden in Belgrad die vierten und letzten Europäischen Hallenspiele statt, die Vorgängerveranstaltung der Halleneuropameisterschaften. Cziffra belegte mit 16,46 Meter den zweiten Platz hinter Mikalaj Dudkin aus der Sowjetunion. Bei den Europameisterschaften 1969 in Athen sprang Cziffra mit irregulärer Windunterstützung 16,85 Meter und wurde Zweiter hinter Wiktor Sanejew aus der Sowjetunion. 1970 fanden in Wien die ersten Halleneuropameisterschaften statt. Cziffra wurde mit 16,35 Meter Fünfter. 1971 belegte er bei den Halleneuropameisterschaften in Sofia den sechsten Platz mit 16,02 Meter. Cziffra blieb noch bis 1980 aktiv, trat aber bei internationalen Meisterschaften nicht mehr auf.